# Mount Kohler
Mount Kohler är ett berg i Antarktis. Det ligger i Västantarktis. Inget land gör anspråk på området. Toppen på Mount Kohler är 480 meter över havet.
Terrängen runt Mount Kohler är kuperad åt sydväst, men åt nordost är den platt. Trakten är obefolkad. Det finns inga samhällen i närheten.